# Savannah (Nueva York)
Savannah es un pueblo ubicado en el condado de Wayne en el estado estadounidense de Nueva York. En el año 2000 tenía una población de 1,838 habitantes y una densidad poblacional de 20 personas por km².

## Geografía
Savannah se encuentra ubicado en las coordenadas 43°4′30″N 76°45′36″O / 43.07500, -76.76000.

## Demografía
Según la Oficina del Censo en 2000 los ingresos medios por hogar en la localidad eran de $35,913, y los ingresos medios por familia eran $41,466. Los hombres tenían unos ingresos medios de $31,364 frente a los $23,125 para las mujeres. La renta per cápita para la localidad era de $15,033. Alrededor del 17.1% de la población estaban por debajo del umbral de pobreza.